# W. L. Gore & Associates
Die W. L. Gore & Associates, Inc ist ein US-amerikanisches Unternehmen, das Fluorpolymere-, unter anderem PTFE, verarbeitet. Es wurde im Jahre 1958 im Keller von Bill Gore und Vieve Gore gegründet.

## Geschichte
Der Gründer Bill Gore arbeitete in der Forschungsabteilung des Chemieunternehmens DuPont. Er erkannte das Potential von PTFE (Polytetrafluorethylen), sein Arbeitgeber hingegen stufte die Verarbeitung von PTFE als uninteressant ein. Die Gründung verfolgte zwei Ziele:
- neue Anwendungsfelder für PTFE zu finden und
- eine Unternehmenskultur zu schaffen, die auf Eigenverantwortung und Freude an der Arbeit beruht. Bill Gores berühmtes Zitat dazu: "The objective of the Enterprise is to make money and have fun doing so."[5]

Heute ist Gore führend in der Verarbeitung von PTFE. Weltweit arbeiten ca. 10.000 Mitarbeiter in mehr als 30 Ländern und verschiedenen Anwendungsbereichen (Elektronik, Industrieprodukte, Medizin, Textilien). Zu den bekannten Produkten zählen wasserdichte, atmungsaktive Funktionskleidung (Gore-Tex, Windstopper) und medizinische Implantate (Endoprothese EXCLUDER).

## Tochtergesellschaft in Deutschland

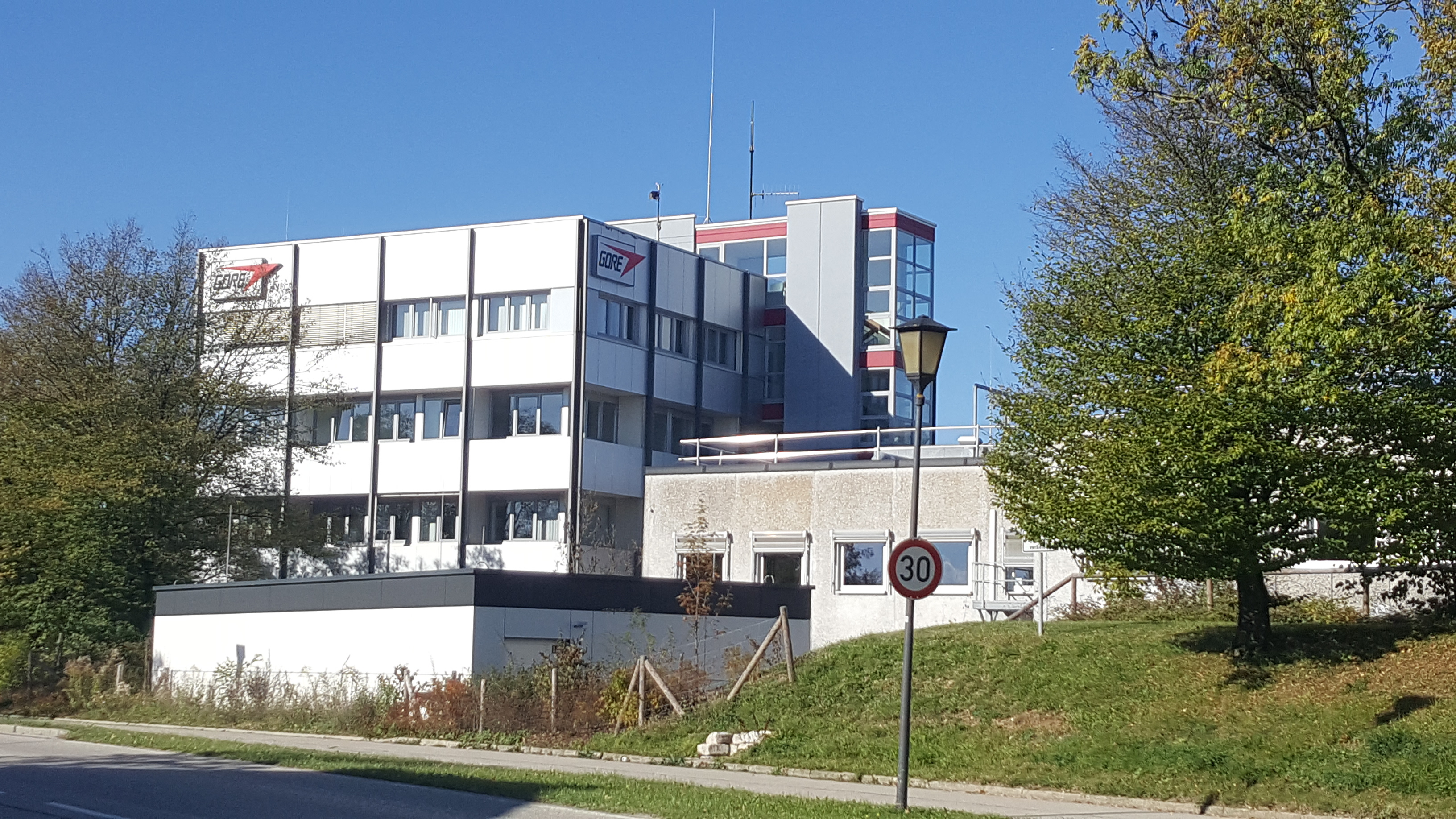
Verwaltungsgebäude der W. L. Gore & Associates GmbH in Putzbrunn

Seit 1966 hat W. L. Gore eine Tochtergesellschaft in Deutschland. Seit 1969 ist der Sitz der W. L. Gore & Associates GmbH in Putzbrunn in der Nähe von München. 2014 arbeiteten insgesamt ca. 1500 Mitarbeiter in Deutschland, davon ca. 900 in Putzbrunn. Weitere Produktionsstandorte befinden sich in Pleinfeld, Feldkirchen-Westerham (Lage) und Burgkirchen an der Alz. Der Umsatz 2014 betrug 569,1 Mio. EUR.

## Produkte

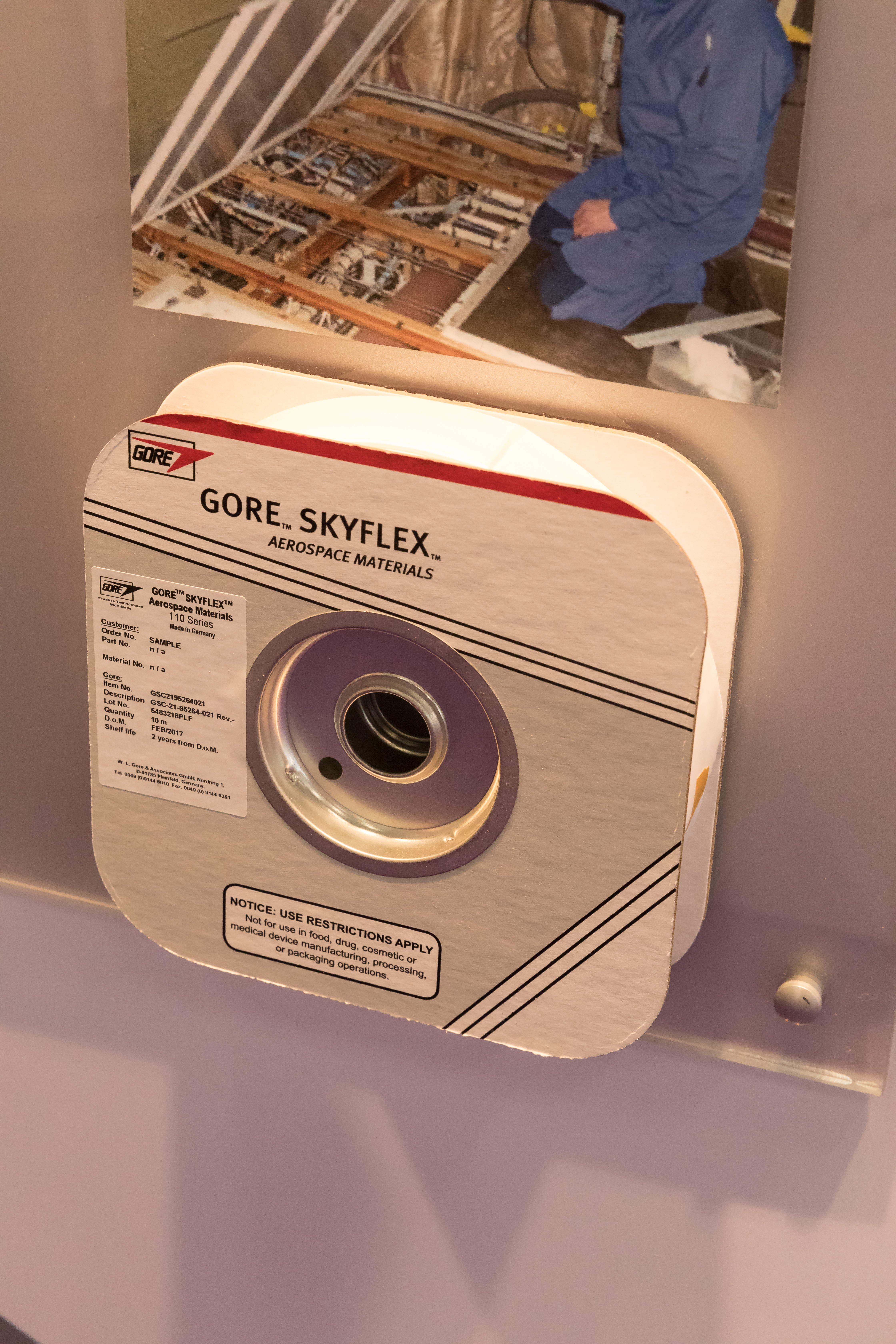
Gore Skyflex, Dichtungsstreifen für die Luftfahrt

Neben den bekannten PTFE-Membranen Gore-Tex produziert Gore u. a. Dichtungsmaterial sowie Spezialkabel für die Luftfahrt und andere Anwendungen.